# Kruisingsstation

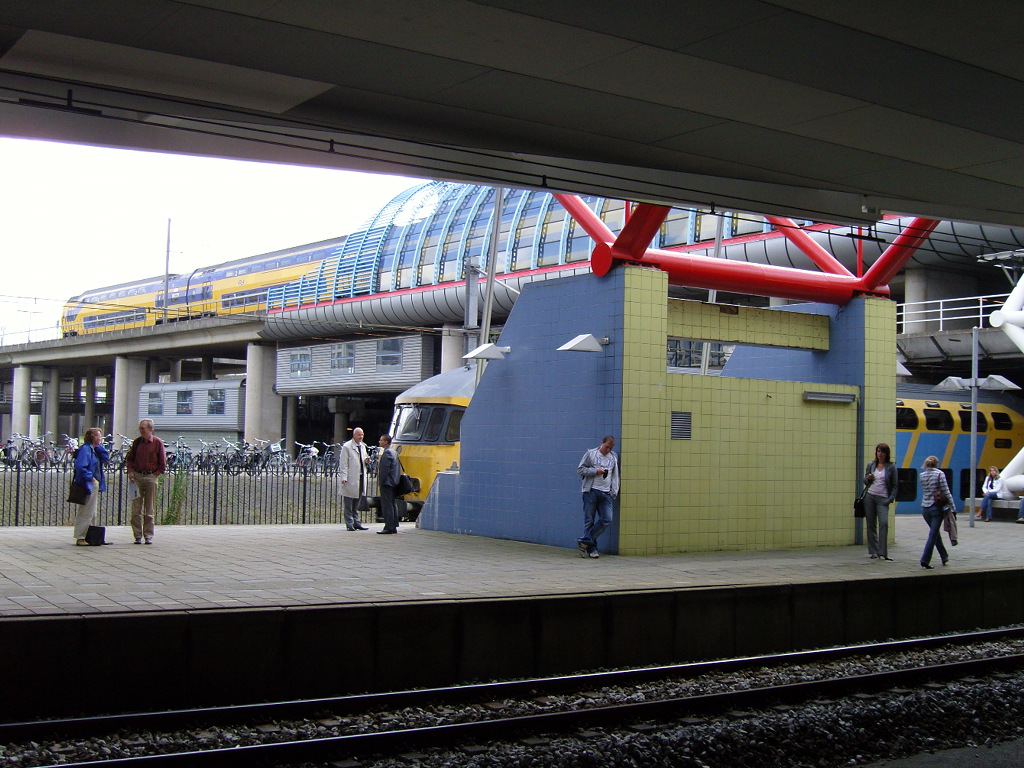
Kruisingsstation Amsterdam Sloterdijk.

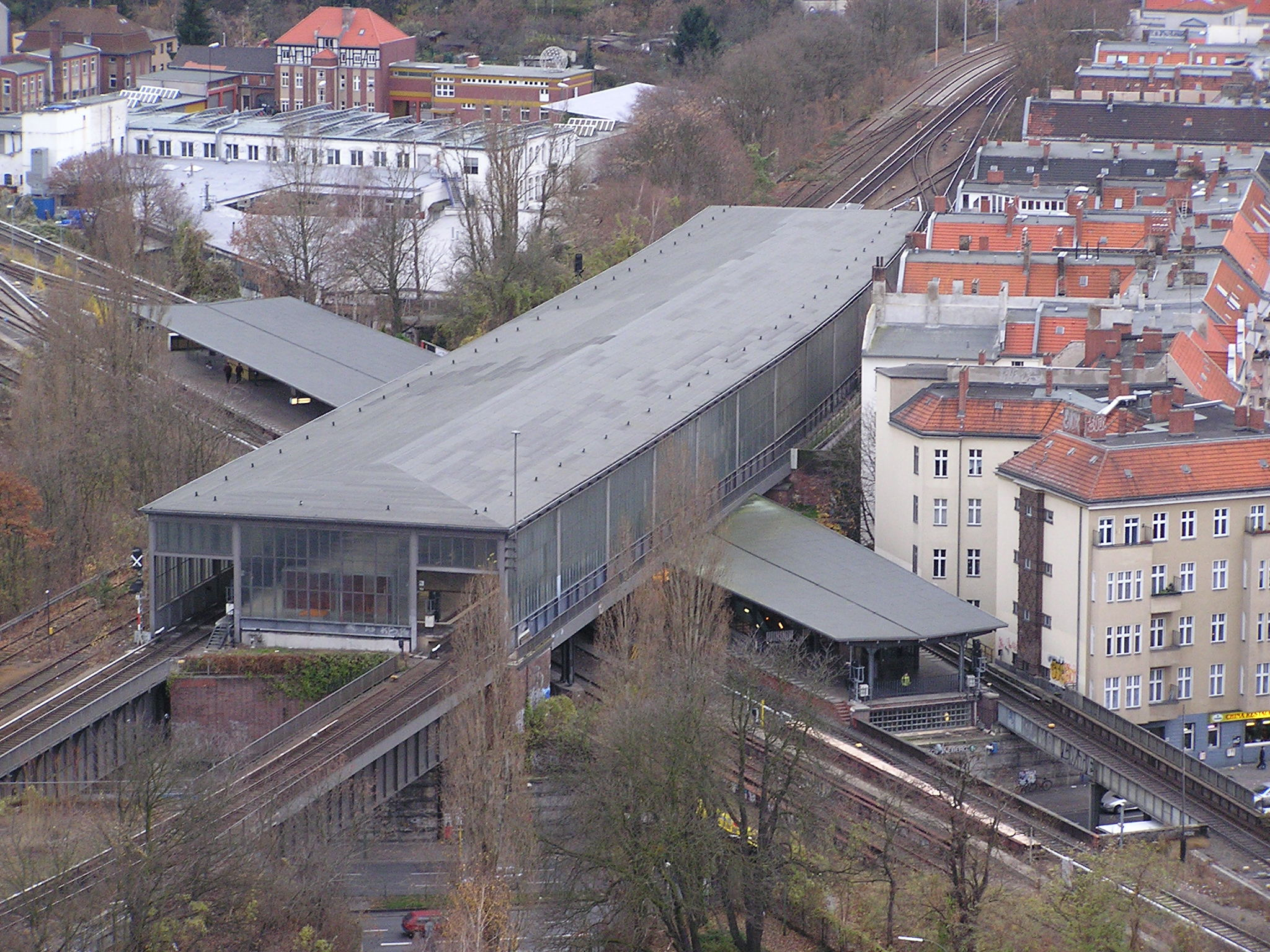
Kruisingstation Schöneberg in Berlijn.

Een kruisingsstation is een station dat ligt op een kruising van twee (of meer) spoorlijnen. De spoorlijnen kruisen elkaar (ongeveer) loodrecht en er zijn binnen het station dan ook geen railverbindingen tussen beide lijnen. De kruising is meestal ongelijkvloers en de perrons liggen dan ook boven elkaar. 

## Overstap
Een kenmerk van een kruisingsstation is dat reizigers, als ze overstappen van de ene naar de andere spoorlijn, altijd een hoogteverschil moeten overbruggen. Als twee kruisende spoorlijnen op het punt van de kruising evenwijdig lopen (bijvoorbeeld de spoorlijnen Utrecht - Zwolle en Amsterdam - Apeldoorn in station Amersfoort Centraal), dan wordt het vaak zo geregeld dat reizigers op hetzelfde perron kunnen overstappen. Bij een kruisingsstation is dat niet mogelijk, al is de loopafstand meestal niet groot.

## Gelijkvloers kruisingsstation
Een kruisingsstation kan ook gelijkvloers zijn. In dat geval liggen de perrons in de vorm van de letter L. De twee lijnen kunnen dan aan een kant een gemeenschappelijk perron hebben, en met perrons in bajonetligging zelfs aan twee kanten.

## Voorbeelden
In Nederland hebben de spoorwegen twee kruisingsstations: Amsterdam Sloterdijk en Duivendrecht. Beide stations hebben meerdere verbindingen tussen de kruisende spoor- en metrolijnen, maar bij Sloterdijk is er ook in een van de bogen een perron waar treinen stoppen. Van 1883 tot 1944 was ook het Kruispunt Beugen een kruisingsstation en van 1903 tot 1937 Stopplaats Barneveld Kruispunt. Station De Haar (1886-1927) waar de Spoorlijn Kesteren - Amersfoort de Spoorlijn Amsterdam - Elten kruiste, had alleen een station aan de spoorlijn Kesteren - Amersfoort. Het station Voorweg van de Zoetermeer Stadslijn was aanvankelijk wel een kruising, maar geen kruisingsstation (aan de bovenzijde was geen perron), maar na de overdracht van NS aan RandstadRail heeft dit station perrons aan beide zijden en is het dus een kruisingsstation.
In België was van 1917 tot 1957 station Wezet een kruisingsstation, met "Visé-Bas" (Wezet-Laag) op spoorlijn 40 Luik – Maastricht en "Visé-Haut" (Wezet-Hoog) op spoorlijn 24 Tongeren – Aken West. Sinds 1957 is reizigersverkeer op lijn 24 afgeschaft en Visé-Bas hernoemd tot gewoon Frans Visé, Nederlands Wezet.
In Duitsland zijn onder meer Osnabrück Hauptbahnhof, station Dülmen en station Werbig kruisingsstations, en het nieuwe beroemde Berlin Hauptbahnhof.
Een kruisingsstation tussen verschillende vervoersvormen, tram, metro en trein, is niet ongewoon. Voorbeelden zijn Schiedam Nieuwland, Amsterdam Lelylaan en Rotterdam Alexander.

## Trams en metro's
Bij stadsspoorwegen (metro's) zijn kruisingsstations geen uitzondering. Lopen de sporen ondergronds, dan kan men zonder extra kosten ongelijkvloerse kruisingen maken. Voorbeelden zijn de metrostations Kunst-Wet in Brussel en Beurs in Rotterdam. 
Het Amsterdamse metrostation Weesperplein is ook gebouwd als kruisingsstation, maar doordat de Oost/Westlijn nooit is aangelegd niet als zodanig in gebruik genomen. De loze ruimten onder de sporen van de Oostlijn worden soms verhuurd voor bepaalde activiteiten. 
Het huidige station Centraal van de Noord/Zuidlijn in Amsterdam kruist het spoorwegstation wel, maar de Oostlijn staat loodrecht op de Noord/Zuidlijn. Voor de Oostlijn blijft het een kopstation op een ander niveau. Er is dus geen kruising met de Noord/Zuidlijn, maar er is tijdens de bouw wel ruimte gereserveerd om de Oostlijn door te trekken. 
Na de ingebruikname van de Reuzenpijp in het Antwerpse premetronetwerk worden de stations Opera en Astrid ook kruisingsstations.
Heeft elk spoor in de buurt van de kruising een station, dan kunnen de twee stations tot een kruisingsstation gecombineerd worden. Het komt dan echter vaak voor dat de perrons zich niet recht boven elkaar bevinden, en soms is er nog een vrij grote loopafstand tussen — in Brusselse metrostation De Brouckère en in Parijse metro- en treinstation Châtelet - Les Halles zijn die afstanden zo groot dat de "deelstations" door roltapijten worden verbonden. 
Ook een kruising tussen een spoorlijn en een metro- of tramlijn is heel gewoon, bijvoorbeeld station Rotterdam Alexander of station Amsterdam Lelylaan. Een voorbeeld van een kruisingsstation van twee tramlijnen is station Voorweg in Zoetermeer. RandstadRail-lijn 3 en 4 liggen op maaiveld waarbij het station Voorweg-Laag heet terwijl RandstadRail-lijn 3 zichzelf kruist op verhoogd niveau waarbij het station Voorweg-Hoog heet. Ook het tramstation Rietlandpark in Amsterdam is een kruisingsstation, de lijnen 7 en 26 kruisen elkaar ongelijkvloers.